# تعداد تفريقي لخلايا الدم البيضاء

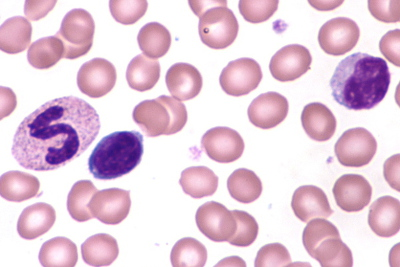

التعداد التفريقي لخلايا الدم البيضاء (بالإنجليزية: White blood cell differential)‏ هو اختبار مختبري طبي يوفر معلومات حول أنواع وكميات خلايا الدم البيضاء في دم الشخص. يقيس الاختبار، الذي يُطلب عادةً كجزء من تعداد دم كامل، مقادير أنواع خلايا الدم البيضاء الخمسة في دم الإنسان العادي - العَدِلَات والخلايا اللمفاوية والخلايا الوحيدة والحَمِضات والخلايا القاعدية - وكذلك أنواع الخلايا غير الطبيعية إذا كانت موجودة. يتم الإبلاغ عن هذه النتائج كنسب مئوية وقيم مطلقة. يمكن أن تساعد التغييرات في كميات خلايا الدم البيضاء في تشخيص العديد من الحالات الصحية بما في ذلك الالتهابات الفيروسية والبكتيرية والطفيلية وأمراض الدم مثل ابيضاض الدم (سرطان الدم).

## الاستخدامات الطبية
يعد العد التفريقي لكريات الدم البيضاء فحصا شائعا والذي عادة ما يتم طلبه بالموازاة مع العد الدموي الشامل، من الممكن أن يتم طلبه على أساس روتيني كجزء من الفحص الطبي الروتيني، وذلك لتوضيح طبيعة شكاوى معينة، خاصة تلك المرجحة لوجود التهاب أو اضطراب بخلايا الدم، أو لمتابعة تطور مثل هذه الحالات بعد أن يتم تشخيصها بالفعل.

## الأنواع

### العد التفريقي اليدوي
في الفحص اليدوي يتم فحص عينة دم مصبوغة باستخدام الميكروسكوب ويتم عد خلايا الدم البيضاء وتصنيفها بناءا على شكلها، عادة ما يتم إجراء الفحص اليدوي حين يطلب مراجعة الفحص الآلي، أو بناءا على طلب الطبيب.
إذا ما أظهر الفحص اليدوي ما يشير إلى وجود تشخيصات خطيرة، كابيضاض الدم، حينئذ يتم تحويل العينة إلى طبيب (عادة ما يكون أخصائي أمراض دم أو أخصائي مختبر) للتأكد من الأمر.

#### الطريقة
يتم تحضير العينة عن طريق وضع نقطة من الدم  على شريحة ميكروسكوبية ثم فرد نقطة الدم باستخدام شريحة أخرى.

#### العيوب
بسبب استخدام عدد قليل نسبيا من الخلايا في العد بهذه الطريقة، فتكون احتمالية الاختلاف أعلى مما تكون عند استخدام الطريقة الآلية، خاصة حين تتواجد الخلايا بأعداد منخفضة.

### العد التفريقي الآلي
تتكون معظم الفواحص الآلية من خمسة أجزاء لعد العَدِلَات والخلايا اللمفاوية والخلايا الوحيدة والحَمِضات والخلايا القاعدية. تستطيع بعض الأجهزة بالإضافة إلى ذلك أن تعد الخلايا المحببة والأرومة الحمراء السوية.

#### الطريقة
تشمل الطرق المعتادة المستخدمة بالمحللات الآلية التعرف على الخلايا بطريقة تشتيت الضوء والصبغ الكيماوي-خلوي للخلايا، كما تستخدم بعض الأجهزة تحليل موجات الراديو وتحليل ضد وحيد النسيلة.

#### العيوب
في حالة وجود خلايا دم بيضاء غير طبيعية أو غير ناضجة، قد لا تكون نتائج الفحص التفريقي الآلي صحيحة تماما، مما يحتم إجراء مراجعة عن طريق العد التفريقي اليدوي، وبصفة عامة، يتم تحويل ما بين 10 إلى 25 بالمائة من عينات صورة الدم الكاملة للمراجعة اليدوية.

## أنواع الخلايا وتفسير النتائج

### الخلية المتعادلة
تعتبر الخلايا المتعادلة أو العدلات أكثر خلايا الدم البيضاء تواجدًا في مجرى الدم لدى البالغ السليم صحيًا. تظهر هذه الخلايا، عند تلوينها بصبغة رومانوسكي، كنواة متعددة الفصوص وسيتوبلازم وردي يحتوي على حبيبات أرجوانية صغيرة.
عادةً ما يكون عدد العدلات أعلى لدى حديثي الولادة والنساء الحوامل منه في المجموعات الأخرى. خارج هذه الحالات، ترتبط زيادة عدد العدلات (كثرة العدلات) بالعدوى البكتيرية والحالة الالتهابية والأشكال المختلفة من الإجهاد الفيزيولوجي. قد يصبح تعداد العدلات مرتفعًا للغاية استجابة لبعض حالات العدوى والالتهاب، وهذا يسمى بالتفاعل الابيضاضي، بسبب محاكاة ارتفاع عدد خلايا الدم البيضاء لما يحدث في ابيضاض الدم. قد تحدث كثرة العدلات أيضًا في الأمراض النقوية التكاثرية.
قد تحدث قلة العدلات، والتي تعني انخفاض عدد العدلات، كاستجابة للعلاج ببعض الأدوية (خصوصًا العلاج الكيميائي) أو في حال الإصابة بعدوى معينة، كالسل والإنتان ببكتيريا سلبية الغرام مثلًا. تحدث قلة العدلات أيضًا في العديد من الاضطرابات الدموية، كابيضاض الدم ومتلازمة خلل التنسج النخاعي، وفي مجموعة متنوعة من أمراض المناعة الذاتية والأمراض الخلقية. قد يكون عدد العدلات أقل من المجال المرجعي بشكل طبيعي لدى أعراق معينة، وتعرف هذه الظاهرة باسم قلة العدلات العرقية الحميدة. يرتبط انخفاض عدد العدلات الشديد بحالات التثبيط المناعي.
قد يؤدي تنبيه العدلات، استجابةً للعدوى أو الالتهاب، إلى تبدلات غير طبيعية في السيتوبلازم خاصتها، كالتحبب والتفجي السامين وتكوّن أجسام دوهلي. تعرف هذه التبدلات، التي تحدث نتيجة إطلاق السيتوكينات، مجتمعةً باسم التبدلات السامة.

### الخلية اللمفاوية
تكون الخلايا اللمفاوية، وهي ثاني أكثر أنواع خلايا الدم البيضاء شيوعًا لدى البالغين، عادةً صغيرة ذات نواة دائرية داكنة وشريط رفيع من السيتوبلازم الأزرق الباهت، ومع ذلك، تكون بعض الخلايا اللمفاوية أكبر حجمًا وتحوي عدد قليل من الحبيبات الزرقاوات في السيتوبلازم خاصتها.
قد يرتفع عدد الخلايا اللمفاوية (كثرة اللمفاويات) في العدوى الفيروسية، وقد يحدث ذلك أيضًا بعد استئصال الطحال. يملك الأطفال عدد خلايا لمفاوية أعلى مقارنةً بالبالغين. يرتفع في ابيضاض الدم اللمفاوي المزمن عدد الخلايا اللمفاوية مع حدوث اضطراب في شكلها، ففي هذه الحالة تكون النوى كثيفة للغاية ومتكتلة، وقد تبدو بعض الخلايا ملطخة عند فحص لطاخة الدم تحت المجهر.
يمكن ملاحظة انخفاض عدد الخلايا اللمفاوية (قلة اللمفاويات) في بعض حالات العدوى، كما يحدث عند الإصابة بفيروس عوز المناعة البشري/ الإيدز والأنفلونزا والتهاب الكبد الفيروسي، وكذلك في سوء التغذية بالبروتين والطاقة والأمراض الحادة والتفاعلات الدوائية. 
قد يزداد حجم الخلايا اللمفاوية بشكل كبير، استجابةً للعدوى الفيروسية، وخصوصًا كثرة الوحيدات العدوائية، وتطور نوى غير طبيعية الشكل وكميات كبيرة من السيتوبلازم الأزرق الداكن. يشار إلى هذه الخلايا على أنها خلايا لمفاوية تفاعلية أو غير نمطية، وفي حال وجودها، سيذكر ذلك ضمن التعليق على الفحص أو يحسب عددها بشكل منفصل عن الخلايا اللمفاوية الطبيعية في العدد اليدوي.

### الخلية الوحيدة
تكون الخلايا الوحيدة كبيرة وذات نواة منحنية أو مطوية وسيتوبلازم أزرق رمادي دقيق الحبيبات يحتوي غالبًا على فجوات. تعتبر الخلايا الوحيدة ثالث أكثر خلايا الدم البيضاء تواجدًا في الدم بعد العدلات والخلايا اللمفاوية.
تلاحظ زيادة تعداد الخلايا الوحيدات (كثرة الوحيدات) في حالات العدوى والالتهاب المزمنة. يشاهد ارتفاع تعداد الوحيدات الشديد، وكذلك الأشكال غير الناضجة منها، في ابيضاض الدم النقوي المزمن وابيضاض الدم الحاد وحيدي المنشأ. قد ينخفض تعداد الوحيدات (قلة الوحيدات) لدى الأفراد الذين يتلقون العلاج الكيميائي والمصابين بفقر الدم اللاتنسجي والحروق الشديدة والإيدز.

### الخلية الحمضية
تحتوي الخلايا الحمضية على حبيبات برتقالية كبيرة في السيتوبلازم خاصتها مع نواة ثنائية الفص. تتوفر هذه الخلايا بكميات منخفضة في دم الشخص السليم صحيًا.
يرتبط ارتفاع عدد الخلايا الحمضية (كثرة اليوزينيات) بردود الفعل التحسسية والالتهابات الطفيلية والربو. قد ينخفض عدد الحمضات أثناء الحمل واستجابةً للإجهاد الفسيولوجي أو الالتهاب أو العلاج بأدوية معينة، كالستيرويدات والإبينفرين مثلًا.

### الخلية القاعدية
تحتوي الخلايا القاعدية على حبيبات أرجوانية كبيرة داكنة غالبًا ما تغطي نواة الخلية، وتعتبر عمومًا أندر أنواع الخلايا الخمسة الطبيعية.
قد يحدث فرط القعدات وفرط الحمضات، إلى جانب اضطرابات خلايا الدم البيضاء الأخرى، في ابيضاض الدم النقوي المزمن وأمراض التكاثر النقوية الأخرى. تلاحظ أيضًا زيادة عدد الخلايا القاعدية في تفاعلات فرط الحساسية وبعد استئصال الطحال. قد ينخفض عدد الخلايا القاعدية أثناء الإباضة وخلال فترة العلاج بالستيرويدات وفترات الإجهاد الفيزيولوجي.

### الخلية المأطورة
تمثل العدلات المأطورة الشكل اليافع من العدلات، عندما تكون النوى غير مجزأة بعد. تشاهد هذه الخلايا، التي تحسب باستخدام العد اليدوي، بأعداد منخفضة في دم البالغين السليمين صحيًا.
قد يشير الزيحان لليسار، أي زيادة عدد العدلات المأطورة أو المحببات غير الناضجة، إلى وجود عدوى أو التهاب أو مرض نقوي، وقد يكون الأمر طبيعيًا أثناء الحمل. لا تفصل بعض المخابر العدلات المأطورة عن العدلات الناضجة في اختبار التعداد التفريقي، لأن التصنيف شخصي للغاية وغير موثوق.

### الخلية المحببة غير الناضجة
تمثل هذه الخلايا الشكل غير الناضج من العدلات والخلايا الحبيبية الأخرى (الخلايا الحمضية والقاعدية). يضم التصنيف الخلايا النخاعية المتبدلة والخلايا النخاعية والخلايا النخاعية القبلية. يمكن عد هذه الخلايا بشكل منفصل عبر العد اليدوي أو تسجيلها معًا كخلايا حبيبية غير ناضجة باستخدام الطرق الآلية. تشاهد الخلايا الحبيبية غير الناضجة عادةً في نخاع العظام، وليس في الدم المحيطي.
قد يدل ارتفاع عدد الخلايا الحبيبية غير الناضجة في الدم إلى وجود عدوى والتهاب، بالإضافة إلى أمراض التكاثر النقوية وابيضاض الدم والحالات الأخرى التي تؤثر على نخاع العظم. قد تزداد هذه الخلايا عند استخدام الستيرويدات وفي الحمل. غالبًا ما يحمل الدم، في ابيضاض الدم النقوي المزمن، عدد كبير من الخلايا الحبيبية غير الناضجة. تظهر الخلايا النخاعية القبلية الشاذة، الحاوية على عصي آور والمسماة بالخلايا الحزمية، في ابيضاض سلائف النقويات الحاد.

### الخلية الأرومية
توجد الخلايا الأرومية، وهي خلايا فجة جدًا، في نخاع العظام عادةً، حيث تتطور إلى خلايا ناضجة (تكون الدم) قبل انطلاقها إلى الدم. يمكن التعرف عليها من خلال حجمها الإجمالي الكبير والسيتوبلازم الأزرق الغامق والنواة الكبيرة الحاوية على كروماتين ناعم ونوية واضحة. 
تعتبر رؤيتها في لطاخة الدم أمرًا غير طبيعي، وقد تكون مؤشر على الإصابة بابيضاض الدم الحاد أو غيره من اضطرابات الدم الخطيرة. قد تشاهد في حالات نادرة من الزيحان الشديد لليسار. يشير وجود عصي آور داخل الخلايا الأرومية إلى أنها من أصل نقوي، وهذا يؤثر بشكل كبير على الخطة العلاجية المستخدمة. قد توفر السمات الشكلية الأخرى معلومات حول سلالة خلية أرومية ما، وعلى سبيل المثال، تميل الأرومات النخاعية إلى أن تكون كبيرة وذات نوى مميزة، بينما قد تكون الأرومات اللمفاوية أصغر حجمًا والكروماتين فيها أكثر كثافة. ومع ذلك، لا تعتبر هذه الميزات كافية للتشخيص، ولهذا الغرض، يستخدم قياس التدفق الخلوي أو تلوينات خاصة لإثبات نوع السلالة.

### خلايا أخرى
قد توجد خلايا شاذة أخرى مختلفة في الدم في حالات معينة. على سبيل المثال، قد تشاهد خلايا سرطان الغدد اللمفاوية أثناء العد اليدوي في بعض حالات اللمفوما، وقد تنتشر الخلايا البدينة، اللاتي يقتصر وجودهن عادةً على الأنسجة، ضمن الدم في ابيضاض الدم بالخلايا البدينة. يوجد ظاهرة نادرة جدًا تسمى الكارسينوسيتيميا، وفيها تظهر خلايا سرطانية غير دموية على لطاخة الدم المحيطية.

## التاريخ
قبل إدخال عدادات الدم الآلية، كان عد الدم يتم إجراؤه يدويا، خلايا الدم البيضاء والحمراء والصفائح الدموية كان يتم تعدادها بواسطة الميكروسكوب.